# Фредерік Лугард
Сер Джон Фредерік Ділтрі Лугард (англ. Frederick John Dealtry Lugard; 22 січня 1858 — 11 квітня 1945), 1-й барон Лугард — британський військовий, дослідник Африки, колоніальний адміністратор.

## Біографія
Фредерік Лугард народився у 1858 році в Мадрасі, в сім'ї військового капелана преподобного Фредеріка Груебера Лугарда, але ріс у Вустері в Англії. У 1878 році вступив в 9-й полк Британської армії, у 2-й батальйон, що розташовувався в Індії, і в його складі брав участь в англо-афганській війні (1879—1880), Суданської кампанії (1884—1885), англо-бірманської війни (1886—1887). У 1887 році був нагороджений орденом «За видатні заслуги».
У травні 1888 року Лугард командував експедицією, організованого британськими поселенцями в Ньясаленді проти арабських работорговців на озері Ньяса, в ході якої отримав кілька поранень. Покинувши Ньясаленд, він у квітні 1889 року вступив на службу до Британської Східно-Африканської компанії. На цій службі він дослідив район річки Ати, Галана, Сабакі, а також розробив схему звільнення рабів у материкових володіннях султанату Занзібар.
1890 року компанія направила Лугарда в Уганду, де він забезпечив британське домінування в регіоні і поклав кінець місцевим заворушенням. З 26 грудня 1890 по травень 1892 року Лугард був військовим адміністратором Уганди. В цей період він здійснив подорож навколо гір Рувензорі до озера Едуард, наніс на карту великі території за маршрутом слідування. Також він відвідав озеро Альберт, і вивів кілька тисяч суданців, залишених на його узбережжі Емін-пашою і Генрі Стенлі після експедиції з порятунку Емін-паші. Повернувшись 1892 року до Великої Британії, Лугард умовив прем'єр-міністра Гладстона і його кабінет щоб ті не залишали Уганди.
У 1894 році Королівська Нігерійська компанія направила Лугарда в Боргургу, де він уклав договір з тубільним королем, чим зміцнив англійський вплив у цій країні. У 1896—1897 роках за дорученням Британської Компанії Західного Чартерленда Лугард здійснив подорож до озера Нгамі.
Від Нгамі Лугард був відкликаний британським урядом, і направлений до Західної Африки, де йому було доручено створити з місцевих тубільців сили для захисту британських колоніальних володінь в Нігерії від французів. У серпні 1897 року Лугард створив Королівські західноафриканські прикордонні сили, і командував ними до кінця грудня 1899 року, коли суперечка з Францією була врегульована. У 1900 році Лугард був призначений вищим комісаром протекторату Північна Нігерія. Наступного року посвячений у лицарі. Очолювані Лугардом військові кампанії проти емірату Кано і держави Сокото дозволили розширити контрольовану Великою Британією територію.
У 1906 році Лугард завершив перебування на посаді вищого комісара Північної Нігерії, а в 1907 році був призначений губернатором Гонконгу. Під час свого перебування на цій посаді Лугард запропонував повернути Китаю Вейхай в обмін на відділення на користь Великої Британії орендованих Нових Територій, але ця пропозиція не була схвалена його начальством. У 1911 році він заснував Гонконгський університет.
У 1912 році Лугард повернувся до Нігерії в якості губернатора двох протекторатів. Його завданням було злиття їх в єдину колонію. Незважаючи на опір цьому процесу в Лагосі, на решті частини території проблем не виникло. З 1914 по 1919 роки Фредерік Лугард був генерал-губернатором єдиної колонії Нігерія. Відомий своєю пропозицією про націоналізацію землі на острові Лагос, проти чого виступила партія «Народний союз» на чолі з Джоном К. Ренделом і Орисадипе Обасою.
У 1922 році Лугард опублікував книгу «Подвійний мандат Британської Тропічної Африки» (англ. The Dual Mandate in British Tropical Africa), в якій він описав методи, які він рекомендував застосовувати в британських колоніях в Африці. Він пропагував методи непрямого управління, поширення християнства, а також наполягав, щоб велика Британія закріпила за собою території, на які ще не пред'явили права інші колоніальні держави.
З 1922 по 1936 роки Лугард був представником Великої Британії при Постійній комісії Ліги націй з питань підмандатних територій. У цей період він працював спочатку в Тимчасовій комісії з питань рабства, і був залучений до підготовки Конвенції 1926 року про заборону рабства і работоргівлі. З 1925 по 1941 роки Лугард входив також у Комітет експертів з туземної праці Міжнародної організації праці.